# São Benedito do Sul
São Benedito do Sul is een gemeente in de Braziliaanse deelstaat Pernambuco. De gemeente telt 10 838 inwoners (schatting 2009).